# Озоллапиня, Ольга Сергеевна
Ольга Сергеевна Озолла́пиня (лат.: Olga Ozollapiņa, 25 января 1986, Рига, ЛССР) — российская актриса театра и кино.

## Биография
Ольга Озоллапиня родилась 25 января 1986 года в Риге. Мать имеет латышcкие корни, отец русский.
В 14 лет попала в театральную студию «Реверанс». В 2004 году поступила в Рижский филиал ГИТИСа, год отучилась на курсе Романа Григорьевича Виктюка, потом уехала в Москву.
В 2009 году окончила режиссёрский факультет ГИТИС, актёрская группа, мастерская С. Женовача. За роль Лизы в спектакле «Лев Толстой. Сцены» отмечена рядом наград — «Золотой лист», «премия союза театральных деятелей», премия им М.Царева «За успешное постижение профессии актёра». После окончания вуза была принята в труппу Театра «Студия театрального искусства» (СТИ). В 2017 году окончила актёрскую мастерскую Академии Н. С. Михалкова. Курс Н. Михалкова.
С 2011 года снимается в кино. В 2015 году снялась в главной роли в фильме «14+» (мать Леши), а в 2017 году — в главной роли в фильме «Как Витька Чеснок вез Леху Штыря в дом инвалидов» (жена Витьки). В 2020 снялась в главной роли в фильме «Блокадный дневник», который получил главный приз ММКФ 2020 — «Золотой Георгий». Получила специальный приз журнала InStyle за создание яркого художественного образа на экране.
В 2021 году получила премию «Золотой орел» — за лучшую женскую роль в фильме «Блокадный дневник»

## Творчество

### Роли в театре
ГИТИС
ГИТИС
- «Лев Толстой. Сцены» — Лиза[3]
- «В чужом пиру похмелье» — Аграфена Платоновна
- «Бесы» — Мари Шатова[8]
- «Vypoosknoj»

СТИ
- «Битва жизни» — Грейс
- «Записные книжки» — Эмансипированная дама
- «Брат Иван Федорович» — Г-жа Хохлакова
- «Шествие» — Скрипач, Честняга, Плач

Центр драматургии и режиссуры
Роль Старухи в спектакле «Ночь феникса» (по рассказу «Три кошки») театральный критик Ольга Галахова назвала «блестящей актёрской работой» Ольги Озоллапини.
Центр театра и кино под руководством Никиты Михалкова
- Метаморфозы IV - Муза

### Роли в кино
| Год  |   | Название                                         | Роль                                 |
| ---- | - | ------------------------------------------------ | ------------------------------------ |
| 2011 | с | Раскол                                           | Неонила                              |
| 2014 | с | Склифосовский                                    | Нюта Приходько (4 сезон)             |
| 2015 | ф | 14+                                              | мама Леши                            |
| 2017 | с | Варгазея                                         | Лиля                                 |
| 2017 | ф | Memento amore                                    | главная роль                         |
| 2017 | ф | Как Витька Чеснок вёз Лёху Штыря в дом инвалидов | жена Витьки                          |
| 2018 | с | Мажор-3                                          | Марина Авдеева                       |
| 2018 | с | Герой по вызову                                  | жена амбала                          |
| 2018 | ф | Проигранное место                                | Марина Александровна, директор школы |
| 2019 | с | Заступники                                       | Тамара, жена Николая                 |
| 2020 | с | Капкан для монстра                               | Алевтина Вознюк, следователь         |
| 2020 | с | Олег                                             | директор школы                       |
| 2020 | с | Псих                                             | Женя                                 |
| 2020 | с | Тайна                                            | дочь Серго                           |
| 2020 | ф | Блокадный дневник                                | главная роль, Ольга                  |
| 2021 | с | Серебряный волк                                  | Ольга (Лейла)                        |
| 2023 | ф | Ада                                              | главная роль, Варвара                |
| 2023 | ф | 14+: Продолжение                                 | главная роль, мама Леши              |
| 2023 | с | Фишер                                            | Панова                               |
| 2024 | с | Дело Германа                                     | Ольга                                |
| 2024 | с | Куколка                                          | Варя                                 |
| 2024 | ф | Джекпот                                          | Ирада                                |
| 2024 | с | Момент истины                                    | жена Окулича                         |
| 2024 | с | Мастер и Маргарита                               | Пелагея Антоновна                    |

## Награды и премии

### Театральные премии
- Премия Студенческая весна РАТИ-2007 (лучшая женская роль, 2007).
- Премия «Золотой лист» (лучшая женская роль, 2009) за роли Лизы в спектакле «Лев Толстой. Сцены», Аграфены Платоновны в постановке «В чужом пиру похмелье» и Шатовой в «Бесах»[8].
- Премия Союза театральных деятелей (2009) — за роль Лизы в спектакле «Лев Толстой. Сцены».
- Премия им. М.Царева «За успешное постижение профессии актёра» (2009) за роль Лизы в спектакле «Лев Толстой. Сцены»

### Премии за работу в кино
- Специальный приз Международного фестиваля актёров кино «Созвездие» за лучшую женскую роль в фильме «14+».
- Специальный приз журнала InStyle (2020) — за создание яркого художественного образа на экране в фильме «Блокадный дневник».
- Премия «Золотой орел» 2021 года — за лучшую женскую роль в фильме «Блокадный дневник».
- Специальный диплом жюри X Московского международного кинофестиваля «Будем жить» 2021 года — за роль в фильме «Блокадный дневник»[10].